# Вильмотт, Жан-Мишель
Жан-Мишель Вильмотт (род. 2 апреля 1948, Суассон, Франция) — французский архитектор. Член Академии изящных искусств (отделение архитектуры; 2015).

## Биография

### Жизнь и карьера
Жан-Мишель Леон-Бернар Вильмотт родился 2 апреля 1948 года в Суассоне.
15 мая 1982 года он женился на Николь Депре. От этого брака у него есть четверо детей.
После окончания средней школы в Суассоне, а затем лицея Лафонтена в Шато-Тьерри, Вильмотт окончил школу Камондо, где изучал дизайн интерьера, а затем —  Школу архитектуры.
В 1975 Жан-Мишель основал своё собственное архитектурное агентство в Париже, которое диверсифицируется и работает в пяти ключевых областях: архитектура, дизайн интерьера, музеография, урбанизм и дизайн.
В 1982 году, Франсуа Миттеран, бывший президент Французской Республики, попросил Жана-Мишеля спроектировать часть частных владений в Елисейском дворце — так началась его карьера архитектора.
Автор проекта Свято-Троицкого собора в Париже.
В январе 2017 года его фирме было предъявлено обвинение в  хищении государственных средств, поскольку депутат французского парламента и бывший мэр Канн Бернар Брошан подал иск на  три миллиона евро в рамках неудавшейся реконструкции Дворца фестивалей. Архитектор оспорил это обвинение. Его адвокаты подали ходатайство о признании судебного решения  недействительным, которое было рассмотрено следственной палатой апелляционного суда.

### Фонд Вильмотт
Главной целью Жана-Мишеля является передача своих знаний будущим архитекторам. С этой целью, в 2005 году, был основан Фонд Вильмотт.
Фонд Вильмотт помогает проинформировать молодых архитекторов о принципе «современной трансплантации» через проведение конкурса Prix W. Конкурс предназначен для студентов и молодых архитекторов европейских, швейцарских и русских школ. Каждые два года, проекты трёх победителей выставлены в Венеции в галерее Фонда Вильмотт во время Международной архитектурной биеннале. Все проекты также публикуются в книге, издаваемой по этому случаю.

## Проекты

### Проекты 2019 года
- Belle-Ile-en-Mer, Sauzon, Hôtel du Phare — реконструкция и расширение, 620 м²
- Chambéry, штаб-квартира Crédit Agricole des Savoie — на стадии строительства, 9300 м²
- Ivry-sur-Seine, общежитие, 12 150 м²
- Париж Porte de Versailles, гостиничный комплекс (Mama Shelter & Novotel), 20 300 м²
- Париж, Ресторан That’s Life
- Presles (рядом с L’Isle-Adam), отель Domaine des Vanneaux, 4* — на стадии строительства, 5300 m²
- Сен-Тропе, Maison Cheval Blanc (интерьер)
- Южная Корея, Сеул, Сеул Аукцион-Центр, на стадии строительства, 5000 м²
- США, Даллас, Башня Bleu Ciel — на стадии строительства, 42 800 м²

### Проекты на стадии реализации

#### Франция
- Aulnay-sous-Bois, мультифункциональный комплекс — на стадии строительства, 27 600 м².
- Bleury-Saint-Symphorien, Отель Château d’Esclimont — реконструкция и строительство, 7800 м².
- Cap d’Agde, Iconic (жилищные пространства, коммерция) — на стадии строительства, 25 600 м².
- Chambord, Chai de l’Ormetrou — на стадии строительства, 920 м².
- Charbonnières-les-Bains, Кампус Région du Numérique — реконструкция и строительство, 9700 м².
- Chartres, Hôtel de ville — расширение здания, 14 000 м².
- Ferney-Voltaire, Коммерция — строительство, 65 500 м².
- Gif-sur-Yvette, Институт исследований, Servier Paris-Saclay — строительство, 44 500 м².
- Issy-les-Moulineaux, Domaine de la Reine Margot, Отель MGallery, 5* — реконструкция и строительство, 5400 m².
- La Plagne Aime 2000, отель, резиденции, досуг, коммерция — урбанизм, архитектурный проект и ландшафтный дизайн, 54 000 м².
- Le Touquet, Конгресс-центр — реконструкция и расширение, 8600 м².
- Лион, Набережные, 2,4 гa
- Марсель, Отель Hilton, 4* — строительство, 6000 м²
- Марсель, Институт исследований Giptis — строительство, 22 100 м².
- Марсель, Резиденция ADN Borély — строительство и ландшафтный дизайн, 23 300 м²
- Menton-Garavan, Отель Marriott, 5* — строительство, 12 100 м².
- Montigny-lès-Metz, Caserne Lizé — урбанизм и жилищные пространства, 9,2 гa
- Neuilly-sur-Seine, Американский госпиталь Парижа — реконструкция и строительство, 12 000 м².
- Ницца, IKEA и многофункциональный центр, строительство, 54 000 м²
- Париж Porte de Versailles, отели Mama Shelter и Novotel — строительство, 19 700 м².
- Париж, Кампус Сьянс По — реконструкция, 22 000 м²
- Париж, Вокзал Аустерлиц — реконструкция, 80 000 м²
- Париж, Станция la Défense линия 15 — строительство, 20 000 м²
- Париж, Grand Palais Ephémère — строительство, 10 000 м²
- Париж-Руасси — переклассификация дороги A1 между Парижем и Руасси, 20 км.
- Пуасси, Культурный центр PSG — строительство, 65 000 м² (внутри) и 160 000 м² (снаружи).
- Реймс, Большой культурный центр — строительство, 11 940 м².
- Roquebrune Cap-Martin, Отель Vista la Cigale, 5*.
- Rosny-sous-Bois, мультифункциональный комплекс — строительство, 38 700 м².
- Rueil-Malmaison, эко-район Arsenal, 175 апартаментов — строительство 12 800 м².
- Saint-André-lez-Lille, резиденции — реконструкция и строительство, 37 920 м².
- Soissons, Центр города
- Thonon-les-Bains, район Dessaix, мультифункциональный комплекс — Строительство, 35 000 м².
- Valbonne, Здание Air France, мультифункциональный комплекс — Строительство, 14 000 м².
- Vallauris, Парк Sophipolis — строительство, 28 000 м².
- Болгария, София, штаб-квартира Союза болгарских медработников — строительство, 25 000 м².

#### Мир
- Южная Корея, Сеул, Dongduk women’s university — строительство, 6400 м².
- Маврикий, Beau Champ — 8 вилл — строительство, 10 000 м².
- Иран, Мешхед, Терминал международного аэропорта Мешхеда — строительство, 37 000 м².
- Люксембург, Штаб-квартира ArcelorMittal — строительство, 53 000 м².
- Монако, Les Giroflées — жилищная башня, строительство, 21 000 м².
- Узбекистан, Ташкент, Музей исламской цивилизации
- Россия, Москва, Большая Москва — проект стратегического развития, 268 000 гa.[12]
- Сенегал, Дакар, Дворец искусств — реконструкция, 12 300 м².
- Сенегал, Дакар, Мультифункциональная башня — строительство, 104 м, 20 700 м².
- Сенегал, Diamniadio, Штаб-квартира ООН — строительство.

## Премии
- 2019 Премия Versailles 2019[13]
- 2019 Elle Deco International Awards, Турция.
- 2019 FD100
- 2018 Palmarès Contract,
- 2018 Prix du jury Architizer в категории «Пространство для коворкинга»
- 2018 Pyramides d’Argent Occitanie Méditerranée
- 2018 Шорт-лист Land Rover Born Awards, специальная премия
- 2017 Geste d’Or, Гран-При в архитектуре
- 2017 Pyramides d’Or
- 2017 Trophée CNCC от SIEC 2017
- 2017 Pyramides d’Argent Ile-de-France, премия «Низкоуглеродное строительство»
- 2017 Pyramides d’Argent Ile-de-France, премия «Первая реализация»
- 2017 Trophées архитектуры
- 2016 Des Victoires du Paysage
- 2016 BFM Awards
- 2016 Гран-При столичного региона, премия в категории «Градостроительство»
- 2016 Гран-При Европейского совета по урбанизму
- 2016 Janus du Commerce, Европейский институт дизайна
- 2016 IF Design Award, International Forum Design
- 2016 Pierres d’Or
- 2015 Премия «Программа года по устойчивому развитию»
- 2015 Национальная премия строительства (Ницца)
- 2015 Премия культурного освещения
- 2015 Европейский музей года (Нидерланды)
- 2015 Pyramides d’Argent Ile-de-France
- 2015 Pyramides d’Argent Midi-Pyrénées
- 2015 Work Architecture Environnement (специальная премия)
- 2014 BIM d’Or
- 2014 Le Geste d’Or
- 2014 Leaf Awards, категория International Interior Design от Leaf International
- 2014 International Architecture Award
- 2013 Les Étoiles de l’Observeur du Design, премия в категории «Сделано во Франции»
- 2013 Janus de la Cité, категория «Экодизайн»[13]
- 2012 Pyramides de Vermeil, Премия обустройства предприятия
- 2012 Pyramides d’Argent Ile-de-France, Премия обустройства предприятия
- 2011 Премия «Человек года», la Revue du Vin de France
- 2011 Премия в категории «Лучший новый отель»
- 2010 Премия Европейского Союза в области культурного наследия за реконструкцию Коллежа Сен-Бернар в Париже[13]
- 2010 Trophée d’Or фестиваля FIMBACTE
- 2009 Sratégies
- 2007 Pyramides d’Argent Ile-de-France
- 2007 Премия эстетики недвижимости
- 2006 IF Design Award, Премия Международного форума дизайна
- 1996 Trophée, European Parking Award
- 1994 Национальный Гран-при Industrial Creation от  Министерства культуры Франции[13]
- 1992 Премия «Планирование и урбанизм», от журнала Le Monde[13]